# Ialtris
Ialtris este un gen de șerpi din familia Colubridae.

Cladograma conform Catalogue of Life:
| Ialtris | \| \| Ialtris agyrtes \| \| \| \| \| \| Ialtris dorsalis \| \| \| \| \| \| Ialtris parishi \| \| \| \| |
|         | \| \| Ialtris agyrtes \| \| \| \| \| \| Ialtris dorsalis \| \| \| \| \| \| Ialtris parishi \| \| \| \| |
|         | Ialtris agyrtes                                                                                        |
|         | |
|         | Ialtris dorsalis                                                                                       |
|         | |
|         | Ialtris parishi                                                                                        |
|         | |